# Ejido Gómez Villanueva
Ejido Gómez Villanueva är en ort i Mexiko.   Den ligger i kommunen San Diego de la Unión och delstaten Guanajuato, i den centrala delen av landet, 270 km nordväst om huvudstaden Mexico City. Ejido Gómez Villanueva ligger 1 953 meter över havet och antalet invånare är 226.
Terrängen runt Ejido Gómez Villanueva är huvudsakligen en högslätt. Ejido Gómez Villanueva ligger nere i en dal. Runt Ejido Gómez Villanueva är det ganska tätbefolkat, med 67 invånare per kvadratkilometer. Närmaste större samhälle är San Diego de la Unión, 15,9 km norr om Ejido Gómez Villanueva. Trakten runt Ejido Gómez Villanueva består till största delen av jordbruksmark.